# Войтехович, Филипп Игоревич
Филипп Игоревич Войтехович (бел. Філіп Ігаравіч Вайцяховіч; род. 26 марта 1990, Молодечно, Минская область) — белорусский футболист, вратарь. Имеет гражданство Швеции.

## Карьера
Карьера Войтеховича начиналась в минском «МТЗ-РИПО». В 2008 году молодой голкипер был арендован клубом «Полоцк», выступавшем в Первой лиге Беларуси. Здесь вратарь провёл 12 матчей в рамках регулярного турнира. Отыграв первый круг чемпионата, Войтехович вернулся обратно и стал тренироваться с дублирующим составом МТЗ-РИПО. В декабре 2008 года белорус был на просмотре в чешском «Банике». Он получил возможность проявить себя в главном чемпионате страны лишь в сезоне 2010: белорусский футболист отыграл два матча в Высшей лиге Беларуси. Однако в феврале 2011 года Войтехович принял решение покинуть команду. 3 февраля он подписал контракт со шведским клубом «Фрей», выступающем в третьем по силе дивизионе страны.
В сентябре 2013 года перешёл в «Ведрич-97». Дебютировал за клуб 12 октября 2013 года против «Городеи». Стал игроком основного состава.
В феврале 2014 года стал игроком шведского клуба «АФК Юнайтед». Дебютировал за клуб 15 июня 2014 года против «Шеллефтео».
В марте 2016 года проходил просмотр в финском «ВПС». Однако позже стало известно, что клуб не намерен заключать с белорусским вратарём контракт. Так в этом же марте стал игроком шведского «Умео». Дебютировал за клуб 16 апреля 2016 года против «Карлстад Юнайтед».
Также был игроком таких клубов как «Тролльхеттан» и «Вернаму».
В январе 2018 года перешёл в «Васалунд».
В марте 2019 года вернулся в «Вернаму». Первый матч в чемпионате сыграл 7 апреля 2019 года против «Оскарсхамна». Белорусский вратарь закрепился в основном составе команды. В 2021 выступал в Суперэттане, втором дивизионе шведского футбола. Дебют игрока в Суперэттане состоялся 1 мая 2021 года против «Фалькенберга». По тогу сезона 2021 стал победителем лиги, получив путёвку в Аллсвенскан, высший дивизион шведского футбола. В декабре 2021 года был признан лучшим  вратарем года во втором дивизионе Швеции. Дебютировал в чемпионате 3 апреля 2022 года против «Гётеборга». 11 апреля 2022 года против «Сириуса» отстоял свой первый «сухарь» в Аллсвенскане. В ноябре 2023 года футболист покинул клуб.

### Международная карьера
Филипп Войтехович с 2007 года привлекался к играм юношеских сборных Беларуси (до 17, до 18 и до 19 лет). В том же году он поехал на юношеский Чемпионат Европы по футболу; первым матчем на данном турнире для него стала игра с турками, в которой белорусы победили 1:0. Первый вызов в молодёжную сборную вратарь получил в 2010 году. В 2011 году Войтехович защищал ворота национальной сборной в отборочных играх к чемпионату Европы среди молодёжных команд-2013.

## Достижения
«Вернаму»
- Победитель Первого Дивизиона: 2020
- Победитель Суперэттана: 2021

## Статистика
| Сезон    | Дивизион | Клуб                 | Страна                    | Матчи | Голы |
| -------- | -------- | -------------------- | ------------------------- | ----- | ---- |
| 2007     | Д3       | МТЗ-РИПО-2           | Флаг Беларуси (1995—2012) | 12    | −23  |
| 2008     | Д2       | Полоцк               | Флаг Беларуси (1995—2012) | 2     | −6   |
| 2009     | Д1       | МТЗ-РИПО             | Флаг Беларуси (1995—2012) | 0     | 0    |
| 2010     | Д1       | Партизан (Минск)     | Флаг Беларуси (1995—2012) | 2     | −5   |
| 2011     | Д2       | Фрей                 | Флаг Швеции               | 10    | −15  |
| 2012 (1) | Д3       | Фрей                 | Флаг Швеции               | 0     | 0    |
| 2012 (2) | Д2       | Ассириска Фёренинген | Флаг Швеции               | 0     | 0    |
| 2013 (1) | Д1       | Динамо-Брест         | Флаг Беларуси             | 0     | 0    |
| 2013 (2) | Д2       | Ведрич-97            | Флаг Беларуси             | 7     | −7   |
| 2014     | Д3       | АФК Юнайтед          | Флаг Швеции               | 9     | −4   |
| 2015     | Д2       | АФК Юнайтед          | Флаг Швеции               | 7     | −16  |
| 2016 (1) | Д3       | Умео                 | Флаг Швеции               | 12    | −17  |
| 2016 (2) | Д3       | Тролльхеттан         | Флаг Швеции               | 1     | −5   |
| 2017     | Д2       | Вернаму              | Флаг Швеции               | 0     | 0    |
| 2018     | Д4       | Васалунд             | Флаг Швеции               | 25    | −?   |
| 2019     | Д3       | Вернаму              | Флаг Швеции               | 21    | −29  |
| 2020     | Д3       | Вернаму              | Флаг Швеции               | 25    | −23  |
| 2021     | Д2       | Вернаму              | Флаг Швеции               | 21    | −16  |
| 2022     | Д1       | Вернаму              | Флаг Швеции               | 27    | −42  |
| 2023     | Д1       | Вернаму              | Флаг Швеции               | 8     | −10  |